# Charles Franklin Kettering
Charles Franklin Kettering, né le 29 août 1876 à Loudonville et mort le 25 novembre 1958 à Dayton dans l'Ohio, est un inventeur, ingénieur et homme d'affaires américain. 

## Biographie
Charles Kettering fait ses études supérieures à l’université d'État de l'Ohio, qu'il finance en travaillant. Il est diplômé en 1904.
En 1904, il est embauché par la National Cash Register Company (NRC), où en tant qu’ingénieur, il supervise notamment le développement de la caisse enregistreuse électrique.
En 1909, avec un homme d'affaires, il fonde la Dayton Engineering Laboratories Company (Delco) à Dayton, en vue de commercialiser son générateur motorisé (générateur Kettering) qui fournira de l'électricité à des milliers de fermes isolées américaines. Il commercialise également un système d'allumage de moteur à explosion par batterie et bobine appelé Delco, en hommage à sa société.
En 1916, en pleine Première Guerre mondiale, Charles Kettering vend sa société à General Motors (GM) et il s'y voit offrir un poste de directeur au laboratoire central de recherche. Il y rencontre Thomas Midgley Jr. qui y travaille en tant que chercheur. Sous sa direction, le laboratoire développera de nombreuses technologies (améliorations de moteurs diesels, freins à quatre roues, verre de sûretés, etc.) et il invente notamment les CFC avec Thomas Midgley. Encouragé par General Motors, il s'intéresse aux carburant et développe deux additifs, dont le tétraéthylplomb.
Il épouse Olive Williams en 1922.
Charles Kettering prend sa retraite de GM en 1947. 
Il meurt à l'âge de 82 ans, le 25 novembre 1958. 
Il laisse derrière sa femme et un fils, Eugene Kettering, qui a fondé le Kettering Medical Center qui sera une des origines du Kettering Health Network (en).

## Additifs de carburants
Alors qu'après la Première Guerre mondiale, la consommation de pétrole et d'essence explose aux États-Unis et dans le monde entier, Kettering est convaincu que le pétrole finira par se raréfier et qu'il faut le consommer mieux, avec plus d'efficience. Il pense que des additifs pourraient rendre les moteurs plus puissants à consommation égale de carburant, notamment grâce à une compression plus élevée. Kettering a connaissance d'une première solution qu'il nomme high percentage solution consistant à mélanger de l'éthanol à l'essence. 
Peu après, le jeune ingénieur chimiste Thomas Midgley Jr. informe son directeur (Kettering) le 9 décembre 1921 qu'il a découvert qu'un composé organométallique, le tétraéthylplomb, et qui utilisé comme additif, permet d'éliminer les cliquetis du moteur à explosion, à une dilution de un pour mille. Kettering comprend immédiatement l'intérêt commercial de ce produit, bien plus élevé que celui de l'éthanol. En effet l'éthanol est un produit courant, connu de tous et très facile à fabriquer, ne pouvant donc pas être breveté, alors que l'utilisation du tétraéthylplomb, additif inconnu et très difficile à fabriquer, pouvait l'être. Kettering et Midgley protègent donc leur invention par un brevet, et à partir de ce moment ils défendent et promeuvent vigoureusement l'utilisation de ce produit — malgré sa grande toxicité — contre toute alternative. Kettering présente cette autre méthode qu'il nomme low percentage solution en insistant sur le fait qu'à la différence du produit à base d'éthanol, elle ne nécessite qu'une faible quantité d'additifs, pour un même effet qui est d'augmenter ce qu'on nommera plus tard l'indice d'octane de l'essence. Comme le plomb endommage les moteurs s'il s'y dépose, la formule est améliorée par deux autres produits chimiques.
Kettering réussit à convaincre son employeur de s'associer à Exxon et de fonder Ethyl Corporation dont les usines seront conçues et gérées par la société chimique DuPont, une entreprise spécialisée dans les additifs des carburants, dont il devient le premier président. 
L'entreprise commence à produire dès 1923, ce qui assure sa fortune. Kettering connaît les dangers du plomb, et comprend le besoin de communiquer sur ce point : un an plus tard, il embauche Robert A. Kehoe comme expert médical, lequel proclamera que l'essence au plomb est sans danger pour les humains. Cette assertion sera sans cesse démentie par les faits, et l'entreprise s'avèrera être l'un des plus gros pollueurs ayant jamais existé, source d'un « désastre écologique » à échelle planétaire. Pourtant, servie par une stratégie agressive de communication et un lobbying efficace, la société existe toujours et continue à produire du tétraéthylplomb qu'elle vend dans les pays pauvres après que ce produit a été interdit aux États-Unis puis en Europe. 
Kettering a ainsi en tant que président de son entreprise indirectement continué à travailler pour General Motors (propriétaire de la moitié des parts de d'Ethyl Corp.) jusqu'à sa retraite, tout en restant directeur de la recherche et du développement de GM.
Soucieux de valoriser financièrement ses découvertes, il a déposé 140 brevets. Il a laissé plusieurs ouvrages, qui sont des écrits de type philosophiques.

## Honneurs
On lui a décerné : 
- la médaille Franklin en 1936
- la médaille ASME en 1940
- la médaille John Fritz en 1944
- la médaille Hoover en 1955
- la médaille IEEE Edison à titre posthume en 1958

## Bilan sociétal
Sa carrière, d'abord considérée comme exemplaire et ponctuée de nombreuses promotions et médailles, a été controversée par la suite, l'homme étant un inventeur, un homme d'affaires remarquable, mais étant aussi à l'origine de l'une des plus grandes pollutions planétaires causée par l'humanité : il est en quelque sorte responsable de 90 % de la pollution de l'air des États-Unis par le plomb, source de saturnisme, en raison de son soutien indéfectible à la promotion, la production et la vente du tétraéthylplomb. Il est aussi à l'origine de l'utilisation d'un autre additif antidétonant toxique breveté le méthylcyclopentadiényle tricarbonyle de manganèse ou MMT. Il a enfin aussi été le co-inventeur du fréon, responsable de la dégradation de la couche d'ozone.
Comme beaucoup de grands hommes d'affaires américains, Charles Franklin Kettering, a fondé en 1927 une fondation, la Kettering Foundation, destinée à la recherche.
Devenu très riche, il a aussi été un donateur important pour le Memorial Sloan-Kettering Hospital à New York, spécialisé dans la lutte contre le cancer. 
Une université porte également son nom à Flint dans le Michigan, l'université Kettering.